# Roubaultite
La roubaultite è un minerale.